# Jeff Struecker
Jeffrey Dean Struecker (Fort Dodge, 7 marzo 1969) è uno scrittore statunitense, ex-ranger coinvolto nella battaglia di Mogadiscio del 3 ottobre 1993. Struecker è coautore di cinque libri.

## Carriera militare e battaglia di Mogadiscio
All'età di 18 anni, Jeff Struecker si è arruolato volontario nell'Esercito degli Stati Uniti nel settembre 1987 e, assegnato nella Compagnia Bravo, 3º Battaglione del 75º Reggimento Ranger, ha preso parte ad alcune operazioni militari quali l'Operazione Just Cause a Panama e l'Operazione Desert Storm in Kuwait.
Nell'agosto 1993, Struecker, con il grado di sergente scelto di 24 anni, viene spedito in Somalia in occasione dell'Operazione Gothic Serpent, con l'incarico di catturare il signore della guerra somalo Mohammed Farah Aidid, accusato di minacciare ed attaccare le spedizioni umanitarie delle Nazioni Unite.
Il 3 ottobre 1993, durante la battaglia di Mogadiscio, Struecker è stato il comandante del convoglio di 3 Humvees che è riuscito a prestare soccorso al soldato di prima classe Todd Blackburn, ferito a causa di una caduta da uno degli elicotteri Black Hawk. Dopo molte peripezie il suo convoglio riuscì comunque a portare il ferito Blackburn alla base situata all'Aeroporto Aden Abbe.
Nel film del 2001 basato sulla battaglia, Black Hawk Down - Black Hawk abbattuto, Struecker è interpretato da Brian Van Holt.

## Servizio commissionato
Dopo il servizio arruolato concluso nell'aprile 2000, Struecker ha continuato a diplomarsi nel seminario e divenne cappellano. Con questo ruolo, Struecker ha servito più turni di combattimento durante l'Operazione Enduring Freedom in Afghanistan e l'Operazione Iraqi Freedom in Iraq. Durante l'assegnazione finale, Struecker era cappellano con il Regimental Special Troops Battalion del 75º Reggimento Ranger.
Alla fine di gennaio 2011, Struecker si è infine congedato dal servizio militare attivo con il grado di maggiore.

## Carriera attuale e vita personale
Dopo il congedo Stuecker è diventato un pastore battista presso la Calvary Baptist Church di Columbus, in Georgia, una chiesa dove lui e la sua famiglia erano stati membri dal 2007. Attualmente è uno scrittore e parla regolarmente al pubblico americano sulle sue esperienze e sulla sua fede cristiana battista.
È sposato con Dawn e ha avuto da lei cinque figli.

## Opere
- The Road To Unafraid: How the Army's Top Ranger Faced Fear and Found Courage through Black Hawk Down and Beyond (2006)
- Certain Jeopardy (2009)
- Blaze of Glory: A Novel (2010)
- Fallen Angel: A Novel (2011)
- Hide and Seek: A Novel (2012)

## Decorazioni
- Bronze Star Medal